# هانس برنر
هانس برنر (انگلیسی: Hans Brenner؛ ۹ اوت ۱۹۳۸ – ۴ سپتامبر ۱۹۹۸) بازیگر اهل اتریش بود.